# Magomed Kurbánov
Magomed Guséinovich Kurbánov (en ruso: Магомед Гусейнович Курбанов; Zibirjalí, 8 de febrero de 1993) es un deportista ruso de origen daguestano que compite en lucha libre.
Ganó una medalla de plata en el Campeonato Mundial de Lucha de 2021 y tres medallas en el Campeonato Europeo de Lucha entre los años 2021 y 2025.

## Palmarés internacional
| Campeonato Mundial | Campeonato Mundial      | Campeonato Mundial | Campeonato Mundial |
| Año                | Lugar                   | Medalla            | Categoría          |
| ------------------ | ----------------------- | ------------------ | ------------------ |
| 2021               | Oslo (Noruega)          | Medalla de plata   | 92 kg              |
| Campeonato Europeo |                         |                    |                    |
| Año                | Lugar                   | Medalla            | Categoría          |
| 2021               | Varsovia (Polonia)      | Medalla de oro     | 92 kg              |
| 2024               | Bucarest (Rumania)      | Medalla de bronce  | 92 kg              |
| 2025               | Bratislava (Eslovaquia) | Medalla de plata   | 97 kg              |